# Samuel Gathimba
Samuel Ireri Gathimba (26 ottobre 1987) è un marciatore keniota.

## Palmarès
| Anno | Manifestazione          | Sede           | Evento          | Risultato | Prestazione | Note                                     |
| ---- | ----------------------- | -------------- | --------------- | --------- | ----------- | ---------------------------------------- |
| 2014 | Campionati africani     | Marrakech      | Marcia 20 km    | Argento   | 1h27'11"    |                                          |
| 2015 | Giochi panafricani      | Brazzaville    | Marcia 20 km    | Argento   | 1h26'44"    |                                          |
| 2016 | Campionati africani     | Durban         | Marcia 20 km    | Oro       | 1h19"24"    | Record dei campionati · Record nazionale |
| 2016 | Giochi olimpici         | Rio de Janeiro | Marcia 20 km    | dnf       | dnf         |                                          |
| 2017 | Mondiali                | Londra         | Marcia 20 km    | 30º       | 1h22'52"    | Miglior prestazione personale stagionale |
| 2018 | Giochi del Commonwealth | Gold Coast     | Marcia 20 km    | Bronzo    | 1h19'51"    |                                          |
| 2018 | Campionati africani     | Asaba          | Marcia 20 km    | Oro       | 1h25'14"    |                                          |
| 2019 | Giochi panafricani      | Rabat          | Marcia 20 km    | Oro       | 1h22'48"    |                                          |
| 2019 | Mondiali                | Doha           | Marcia 20 km    | 33º       | 1h40'45"    |                                          |
| 2022 | Campionati africani     | Saint Pierre   | Marcia 20 km    | Oro       | 1h21'40"    |                                          |
| 2022 | Mondiali                | Eugene         | Marcia 20 km    | 4º        | 1h19'25"    | Miglior prestazione personale stagionale |
| 2022 | Giochi del Commonwealth | Birmingham     | Marcia 10000 km | 5º        | 39'23"14    |                                          |
| 2023 | Mondiali                | Budapest       | Marcia 20 km    | 9º        | 1h18'34"    | Miglior prestazione personale stagionale |
| 2024 | Giochi panafricani      | Accra          | Marcia 20 km    | Argento   | 1h28'06"    |                                          |
| 2024 | Giochi olimpici         | Parigi         | Marcia 20 km    | 22º       | 1h21'26"    |                                          |